# Trofeo Alfredo Binda-Comune di Cittiglio 2017
La 42.ª edición del Trofeo Alfredo Binda-Comune di Cittiglio se celebró el 19 de marzo de 2017 sobre un recorrido de 131,3 km con inicio en Taino y final en la ciudad de Cittiglio en Italia.
La carrera hizo parte del UCI WorldTour Femenino 2017 como competencia de categoría 1.WWT del calendario ciclístico de máximo nivel mundial siendo la tercera carrera de dicho circuito y fue ganada por la ciclista estadounidense Coryn Rivera del equipo Sunweb. El podio lo completaron la ciclista cubana Arlenis Sierra del equipo Astana Women's Team y la ciclista danesa Cecilie Uttrup del equipo Cervélo Bigla.

## Equipos
Tomaron parte en la carrera un total de 25 equipos invitados por la organización de los cuales 23 fueron de categoría UCI Team Femenino y 2 selecciones nacionales, quienes conformaron un pelotón de 147 ciclistas y de estos terminaron 89.
| Equipos femeninos (23)- Alé Cipollini Galassia - Aromitalia Vaiano - Astana Women's Team - BePink Cogeas - Boels Dolmans - BTC City Ljubljana - Canyon Sram Racing - Cervélo Bigla - Cylance Pro Cycling - Drops - FDJ-Nouvelle Aquitaine-Futuroscope - Hitec Products - Lares-Waowdeals Women Cycling Team - Lensworld-Kuota - Orica-Scott - SC Michela Fanini - Servetto Giusta - Sunweb - Team Tibco-Silicon Valley Bank - Top Girls Fassa Bortolo - Valcar PBM - Wiggle High5 - WM3 Pro Cycling Equipos nacionales (2)- Países Bajos - Suiza |
| |

## Clasificaciones finales
Las clasificaciones finalizaron de la siguiente forma:

### Clasificación general
| \| Clasificación general \| Clasificación general \| Clasificación general \| Clasificación general \| Clasificación general \| \| Ciclista \| Ciclista \| Equipo \| Tiempo \| \| \| --------------------- \| ---------------------- \| --------------------- \| --------------------- \| --------------------- \| \| 1.ª \| Coryn Rivera \| Sunweb \| 3 h 25 min 26 s \| \| \| 2.ª \| Arlenis Sierra \| Astana Women's Team \| + 0 s \| \| \| 3.ª \| Cecilie Uttrup Ludwig \| Cervélo Bigla \| + 0 s \| \| \| 4.ª \| Chantal Blaak \| Boels Dolmans \| + 2 s \| \| \| 5.ª \| Elena Cecchini \| Canyon-SRAM Racing \| + 2 s \| \| \| 6.ª \| Annemiek van Vleuten \| Orica-Scott \| + 2 s \| \| \| 7.ª \| Eugenia Bujak \| BTC City Ljubljana \| + 2 s \| \| \| 8.ª \| Katarzyna Niewiadoma \| WM3 \| + 2 s \| \| \| 9.ª \| Elisa Longo Borghini \| Wiggle High5 \| + 2 s \| \| \| 10.ª \| Ashleigh Moolman-Pasio \| Cervélo Bigla \| + 2 s \| \| |                        |                     |                 |
| |                        |                     |                 |
| Fuente: ProCyclingStats |                        |                     |                 |
| Clasificación general |                        |                     |                 |
| Ciclista | Ciclista               | Equipo              | Tiempo          |
| 1.ª | Coryn Rivera           | Sunweb              | 3 h 25 min 26 s |
| 2.ª | Arlenis Sierra         | Astana Women's Team | + 0 s           |
| 3.ª | Cecilie Uttrup Ludwig  | Cervélo Bigla       | + 0 s           |
| 4.ª | Chantal Blaak          | Boels Dolmans       | + 2 s           |
| 5.ª | Elena Cecchini         | Canyon-SRAM Racing  | + 2 s           |
| 6.ª | Annemiek van Vleuten   | Orica-Scott         | + 2 s           |
| 7.ª | Eugenia Bujak          | BTC City Ljubljana  | + 2 s           |
| 8.ª | Katarzyna Niewiadoma   | WM3                 | + 2 s           |
| 9.ª | Elisa Longo Borghini   | Wiggle High5        | + 2 s           |
| 10.ª | Ashleigh Moolman-Pasio | Cervélo Bigla       | + 2 s           |

## UCI WorldTour Femenino
El Trofeo Alfredo Binda-Comune di Cittiglio otorga puntos para el UCI WorldTour Femenino 2017, incluyendo a todas las corredoras de los equipos en las categorías UCI Team Femenino. Las siguientes tablas muestran el baremo de puntuación y las 10 corredoras que obtuvieron más puntos:
| Posición   | 1.ª | 2.ª | 3.ª | 4.ª | 5.ª | 6.ª | 7.ª | 8.ª | 9.ª | 10.ª | 11.ª | 12.ª | 13.ª | 14.ª | 15.ª | 16.ª | 17.ª | 18.ª | 19.ª | 20.ª |
| Puntuación | 120 | 100 | 85  | 70  | 60  | 50  | 40  | 35  | 30  | 25   | 20   | 18   | 16   | 14   | 12   | 10   | 8    | 6    | 4    | 2    |

| 1.ª  | Coryn Rivera          | Sunweb             | 120 |
| 2.ª  | Arlenis Sierra        | Astana Women's     | 100 |
| 3.ª  | Cecilie Uttrup Ludwig | Cervélo-Bigla      | 85  |
| 4.ª  | Chantal Blaak         | Boels-Dolmans      | 70  |
| 5.ª  | Elena Cecchini        | Canyon SRAM Racing | 60  |
| 6.ª  | Annemiek Van Vleuten  | Orica-Scott        | 50  |
| 7.ª  | Eugenia Bujak         | BTC City Ljubljana | 40  |
| 8.ª  | Katarzyna Niewiadoma  | WM3 Energie        | 35  |
| 9.ª  | Elisa Longo Borghini  | Wiggle High5       | 30  |
| 10.ª | Ashleigh Moolman      | Cervélo-Bigla      | 25  |